# Belfast Brigade
"Belfast Brigade" es una canción popular irlandesa con la melodía del "Himno de Batalla de la República", melodía también usada en la canción sindical, "Solidarity Forever".

## Contexto
La canción trata sobre la Brigada de Belfast del Ejército Republicano Irlandés (IRA), y en particular sobre el 1.er Batallón o de Belfast Oeste, durante la Guerra de Independencia de Irlanda en la década de 1920. Se hace referencia a James Craig, primer vizconde de Craigavon, el primer primer ministro de Irlanda del Norte, a quien se acusa de enviar a los "Especiales" o Policía Especial del Úlster para "matar a tiros a la gente". Se trata de una referencia al gran número de católicos que fueron asesinados por la Policía Especial durante el conflicto. En la versión de Christy Moore la letra de este verso dice "los black and tans de Londres vinieron a matar a tiros a la gente" 
También se hace referencia a Seaforde Street, en la zona de Short Strand, al este de Belfast, que a menudo fue escenario de enfrentamientos armados entre el IRA, fuerzas británicas y pistoleros leales. Las versiones alternativas de la canción contienen una referencia al área de Falls Road en lugar de Seaforde Street. Otras letras específicas de la década de 1920 son referencias a vehículos blindados y camiones blindados Crossley Tenders que utilizaban las fuerzas de seguridad de Irlanda del Norte en aquella época. El uso británico de un armamento tan pesado contrasta con las pobres armas que poseía el IRA, que, sin embargo, está "listo para defenderse sin importar a dónde vayamos". La canción incluye el grito de guerra original de la Brigada de Belfast: "¡No rendirse! Es el grito de guerra de la Brigada de Belfast".
En algunas versiones de la canción, hay una alusión a la política de la guerra civil irlandesa de 1922-1923: "Estamos por nuestra República y al diablo con su Estado Libre". De hecho, la Brigada de Belfast apoyó en gran medida a Michael Collins durante la guerra civil, aunque muchos de ellos cambiaron de opinión cuando quedó claro que la Partición de Irlanda sería permanente o que al menos "en última instancia daría como resultado una Irlanda unida e independiente". En otras versiones de la canción no se menciona este desacuerdo interno entre republicano y se cambia la letra por "Los Orangemen pueden vivir con miedo".
Durante la guerra civil española (1936-1939), la Columna Connolly, una unidad de voluntarios irlandeses de la 15.ª Brigada Internacional, cantaban esta canción.
En la década de 1970, con el inicio de The Troubles, surgió otra versión de la canción sobre la Brigada Provisional del IRA de Belfast. La letra fue cambiada a "El ejército británico vino a Belfast para dispararle a la gente".

## Letra:
| Inglés: Craig Adams sent the Specials out to shoot the people down He thought the IRA were dead in dear old Belfast town But he got a rude awakening with the rifle and grenade When he met the 1st Battalion of the Belfast Brigade Coro: Glory, glory to old Ireland, glory, glory to this island Glory to the memories of the men who fought and dies "No surrender" is the war cry of the Belfast Brigade Specials came from Holyrood equipped with English guns They had men by the thousands, ammunition by the ton But when they got to Seaforde Street they were seriously delayed By the Fighting 1st Battalion of the Belfast Brigade Coro We have no armoured cars or tenders for to show We're ready to defend ourselves no matter where we go We're out for our Republic orangeman may live in dread "No surrender" is the war cry of the Belfast Brigade Coro | Español: Craig Adams envió a los Especiales a matar a tiros a la gente. Pensó que el IRA estaba muerto en la querida y vieja ciudad de Belfast. Pero tuvo una desagradable sorpresa con el rifle y la granada. Cuando se encontró con el 1.er Batallón de la Brigada de Belfast. Coro: Gloria, gloria a la vieja Irlanda, gloria, gloria a esta isla. Gloria a la memoria de los hombres que lucharon y murieron. "No rendirse" es el grito de guerra de la Brigada de Belfast. Los Especiales vinieron de Holyrood equipados con armas inglesas. Tenían miles de hombres y toneladas de munición. Pero cuando llegaron a Seaforde Street, sufrieron un serio retraso. Por el 1.er Batallón de la Brigada de Belfast. Coro No tenemos coches blindados ni furgones que mostrar Estamos listos para defendernos sin importar a dónde vayamos Estamos por nuestra República, los Orangemen puede vivir con miedo "No rendirse" es el grito de guerra de la Brigada de Belfast Coro |